# Leinenpanzer

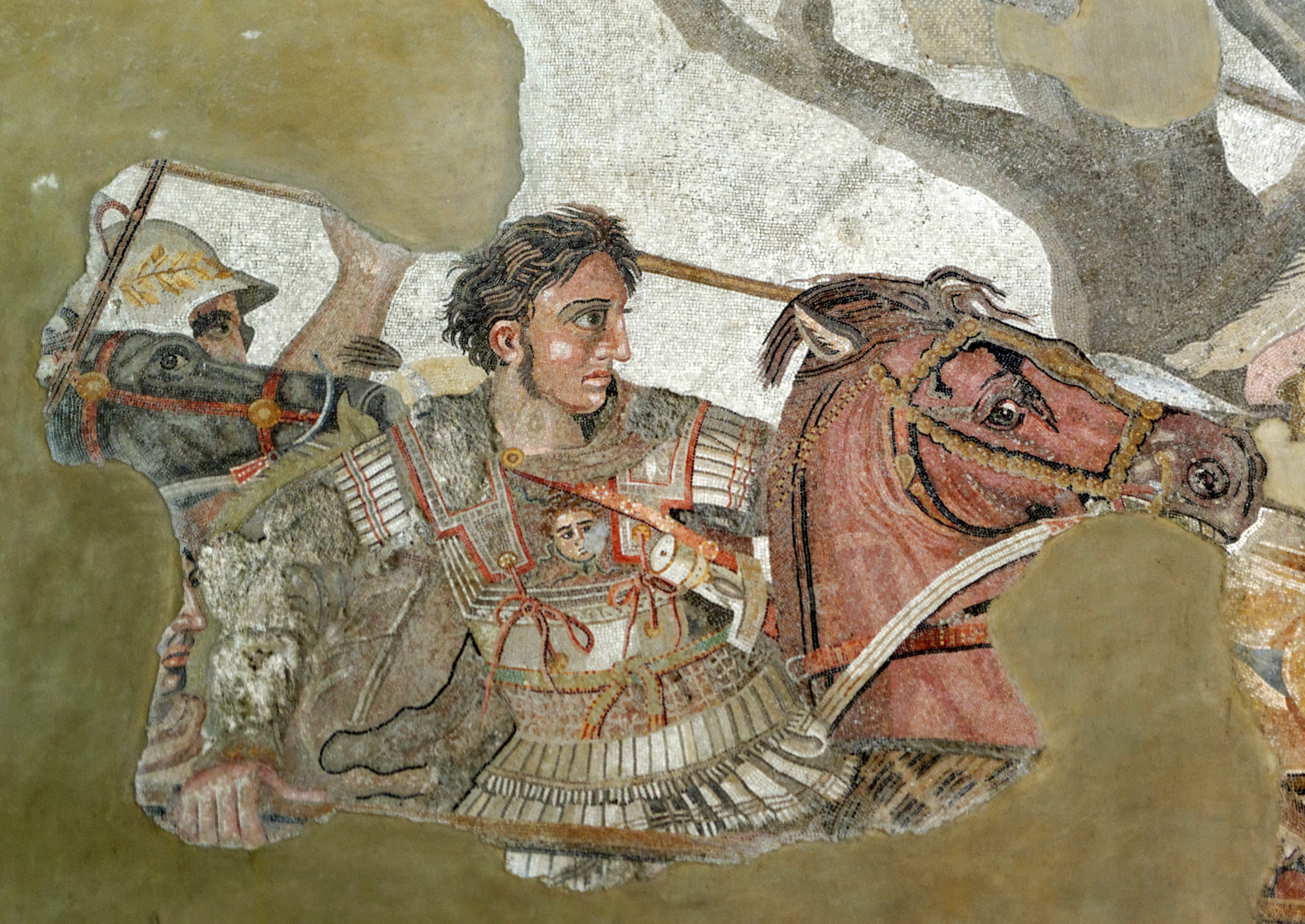
Alexander der Große auf Bukephalos. Der Linothorax ist mit einem Medusenkopf auf der Brust bemalt. (Detail auf dem Alexandermosaik)

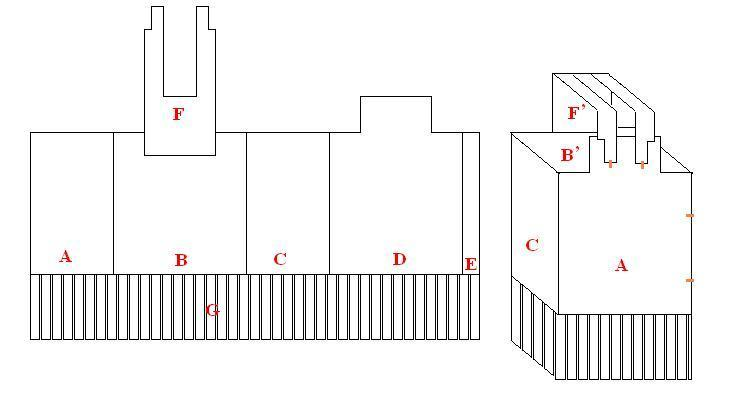
Schematische Skizze eines Linothorax

Der Leinenpanzer, griechisch Linothorax (von altgriechisch λίνον línon, deutsch ‚Lein‘ und θώραξ thṓrax, deutsch ‚Brust, Brustpanzer‘), ist ein Brustpanzer auf Leinenbasis, der vor allem im Antiken Griechenland verwendet wurde. Er galt als so kostbar, dass er in den Tempeln als Weihegeschenk dargebracht wurde.

## Beschreibung
Der genaue Aufbau eines Linothorax ist unbekannt, da nur wenige Fragmente gefunden wurden und sich Rekonstruktionen vor allem auf künstlerische Darstellungen – z. B. Vasenmalereien – stützen müssen. Die Forschung geht heute davon aus, dass beim ursprünglichen Leinenpanzer mehrere Schichten Leinen beispielsweise mit Hautleim übereinandergeleimt wurden, wobei das Stofflaminat recht steif und zäh wurde. Je nach Vermögen des Besitzers konnte der Panzer zusätzlich mit Bronze verstärkt werden, die meistens in Form kleiner Plättchen aufgenäht wurde (Schuppenpanzer). Meistens wurde die Rüstung jedoch angemalt, und der untere Teil zu fransenartigen Streifen aufgeschnitten.
Leinenpanzer wurden überwiegend in Form eines Klappenpanzers ausgeführt. Ab dem 4. Jahrhundert v. Chr. kamen verstärkt auch einfachere Leinenpanzer zum Einsatz, die nicht verleimt, aber mit Wolle gepolstert waren. Diese Form erinnerte optisch an eine Steppdecke und wurde häufig rot gefärbt. Im 5. Jahrhundert v. Chr. entwickelte sich der Leinenpanzer zur wichtigsten Rüstungsform der griechischen Hopliten, denn er war leichter und billiger als ein vollständig aus Bronze geschmiedeter Brustpanzer, darüber hinaus passte er sich durch die Körperwärme perfekt an den Körper des Trägers an.
Der Linothorax wurde unter anderem auch von der Kavallerie der Perser übernommen.